# Championnats du monde de slalom (canoë-kayak) 1963
Navigation
Championnats du monde de slalom 1961 Championnats du monde de slalom 1965
Les 8e Championnats du monde de slalom en canoë-kayak  se sont déroulés en 1963 à Spittal, en Autriche sous l'égide de la Fédération internationale de canoë.

## Podiums

### Femmes

#### Kayak
| Epreuve                | Or                                                              | Points | Argent                                                        | Points | Bronze                                                                  | Points |
| Folding K-1            | Ludmilla Polesna (TCH)                                          |        | Ursula Gläser (GDR)                                           |        | Jana Zverinová (TCH)                                                    |        |
| Folding K-1 par équipe | Allemagne de l'Est Anneliese Bauer Ursula Gläser Lia Schilhuber |        | Tchécoslovaquie Jana Zverinova Renate Knyova Ludmilla Polesna |        | Allemagne de l'Ouest Rosemarie Biesiniger Kirsten Schmidt Bärbel Körner |        |

### Hommes

#### Canoë
| Epreuve        | Or                                                                    | Points | Argent                                                                    | Points | Bronze                                                                  | Points |
| C-1            | Manfred Schubert (GDR)                                                |        | Gert Kleinert (GDR)                                                       |        | Jean-Claude Tochon (SUI)                                                |        |
| C-1 par équipe | Allemagne de l'Est Karl-Heinz Wozniak Gert Kleinert Manfred Schubert  |        | Allemagne de l'Ouest Norbert Schmidt Heiner Stumpf Otto Stumpf            |        | Suisse Jean-Claude Tochon Heinz Grobat Marcel Roth                      |        |
| C-2            | Allemagne de l'Est Günther Merkel Manfred Merkel                      |        | Yougoslavie Nathan Bernot Dare Bernot                                     |        | Allemagne de l'Est Siegfried Lück Jürgen Noak                           |        |
| C-2 par équipe | Allemagne de l'Est Lück /Noak Merkel G. /Merkel M. Glöckner / Seifert |        | Allemagne de l'Ouest Brümmer / Roock Hauschild / Longrich Seller / Tuchel |        | Autriche Biegel / Schilhuber Gürtelbauer / Kerbel Haberzettl / Tutschka |        |

#### Kayak
| Epreuve                | Or                                                        | Points | Argent                                                | Points | Bronze                                                       | Points |
| Folding K-1            | Jürgen Bremer (GDR)                                       |        | Rolf Luber (GDR)                                      |        | Jiri Cerny (TCH)                                             |        |
| Folding K-1 par équipe | Allemagne de l'Est Eberhard Gläser Rolf Luber Fritz Lange |        | Pologne Bronislav Warus Wladislaw Piecik Josef Sarata |        | Royaume-Uni Geoffrey Dinsdale David Mitchell Martin Rohleder |        |

### Mixte

#### Canoë
| Epreuve | Or                                     | Points | Argent                                            | Points | Bronze                                          | Points |
| C-2     | Yougoslavie Alenka Bernot Borut Justin |        | Allemagne de l'Est Margitta Krüger Werner Lempert |        | Tchécoslovaquie Vratislava Novaková Karel Novak |        |

## Tableau des médailles
| Rang  | Nation               | Or | Argent | Bronze | Total |
| ----- | -------------------- | -- | ------ | ------ | ----- |
| 1     | Allemagne de l'Est   | 7  | 4      | 1      | 12    |
| 2     | Tchécoslovaquie      | 1  | 1      | 3      | 5     |
| 3     | Allemagne de l'Ouest | 0  | 2      | 1      | 3     |
| 4     | Yougoslavie          | 1  | 1      | 0      | 2     |
| 5     | Suisse               | 0  | 0      | 2      | 2     |
| 6     | Pologne              | 0  | 1      | 0      | 1     |
| 7     | Autriche             | 0  | 0      | 1      | 1     |
| 8     | Royaume-Uni          | 0  | 0      | 1      | 1     |
| Total | Total                | 9  | 9      | 9      | 27    |